# Туман из Лондона
«Туман из Лондона» — рисованный мультипликационный фильм, снятый режиссёром Борисом Тузановичем по одноимённой сказке Игоря Фарбаржевича из серии «Сказки Маленького Лисёнка». Четвёртый из серии мультфильмов о Маленьком Лисёнке. Премьера состоялась по 1-му каналу Останкино 1 февраля 1993 года в 11.50.

## Сюжет
Маленький Лисёнок нашёл в лесу закупоренную бутылку и решил, что в ней сидит джинн. Лисёнок вытащил из бутылки пробку, оттуда появился густой туман и окутал весь лес, спрятав солнце. Лисёнок испугался и закричал: «Эй! Дяденька джинн!». Вдруг хриплый голос произнёс: «Хэлло! Я не есть джинн. Я — туман из Лондона. Но я исполню твоё любое желание. Чего ты хочешь?». Лисёнок растерялся: «Я не знаю, я подумаю». Туману из Лондона обрадовался только Ворон; он стал громко каркать и гордо рассказывать об Англии, Биг-Бене, и что автомобиль по-английски «кар». Наконец он исчез в тумане, а Лисёнок понял: больше всего он хочет солнца и сказал это туману. Туман ответил, что соскучился по Лондону и улетел, оставив в подарок плащ. Появилось солнце, всё стало по-прежнему. Недовольным оказался только Ворон, но Лисёнок подарил ему плащ, и он сразу успокоился. Лисёнок побежал домой.

## Создатели мультфильма
| автор сценария       | Игорь Фарбаржевич |
| режиссёр             | Борис Тузанович |
| художник-постановщик | Елена Караваева |
| оператор             | Владимир Милованов |
| композитор           | Шандор Каллош |
| звукооператор        | Нелли Кудрина |
| роли озвучивали:     | Игорь Верник — Туман из Лондона, Александр Лущик — Ворона, Людмила Ильина — Лисёнок                                               |
| художники-аниматоры: | Светлана Сичкарь, Елена Сичкарь, Олег Сафронов, А. Яброва, Борис Пушкарёв                                                         |
| художники:           | Нина Иванчева, Нина Подлесных, Алексей Андреев, Нонна Чулкова, Т. Арешкова, Ирина Черенкова, М. Луговая, Е. Поцюс, Л. Подсыпанина |
| ассистент режиссёра  | Светлана Алексашина |
| монтажёр             | О. Чекалина |
| редактор             | Г. Комарова |
| директор             | Любовь Зарюта |

- Создатели приведены по титрам мультфильма.